# Dallam megye
Dallam megye az Amerikai Egyesült Államokban, azon belül Texas államban található. Megyeszékhelye és legnagyobb városa Dalhart. Lakosainak száma 7115 fő (2020. április 1.). Dallam megye Cimarron, Sherman, Hartley, Union és Moore megyékkel határos.

## Népesség
A megye népességének változása:
| Lakosok száma | 6764 | 6856 | 7021 | 7057 | 7121 | 7115 |
|               | 2010 | 2011 | 2012 | 2013 | 2015 | 2020 |